# Tephritis palmeri
Tephritis palmeri är en tvåvingeart som beskrevs av Jenkins 1989. Tephritis palmeri ingår i släktet Tephritis och familjen borrflugor. Inga underarter finns listade i Catalogue of Life.